# Justin Patton
Justin Nicholas Patton (Riverdale, 14 de junho de 1997) é um basquetebolista profissional americano que atualmente joga pelo Iowa Wolves, disputando a NBA G League. Foi selecionado na 16ª posição no draft da NBA de 2017 pelo Chicago Bulls.